# Bollo (farcell)
El bollo és un aliment d'origen indígena a força de massa de blat de moro, plàtan, batata o mandioca que s'embolica en fulles de canya de sucre, blat de moro o faldo, i es cou en aigua bullent. És típic en països llatinoamericans com Colòmbia, Equador, Panamà i Veneçuela. És similar a la humita andina i la pamonha brasilera. A Veneçuela es coneix com a hallaquita.

## Colòmbia
D'elaboració casolana, en la costa carib colombiana són venuts als carrers per venedors ambulants, ecom dones palenqueras amb les seves crides. També es vénén en botigues de barri i en punts de venda estacionaris informals prop de supermercats. Sobretot a l'hora del desdejunar, s'acompanyen amb formatge costeño, xerigot atollabuey, carn fregida o en bistec, fetge en bistec, chicharrón o ous remenats. També acompanyen altres plats com sancochos (de guandú) i arrossos (arròs de lisa, per exemple).

### Atlàntic

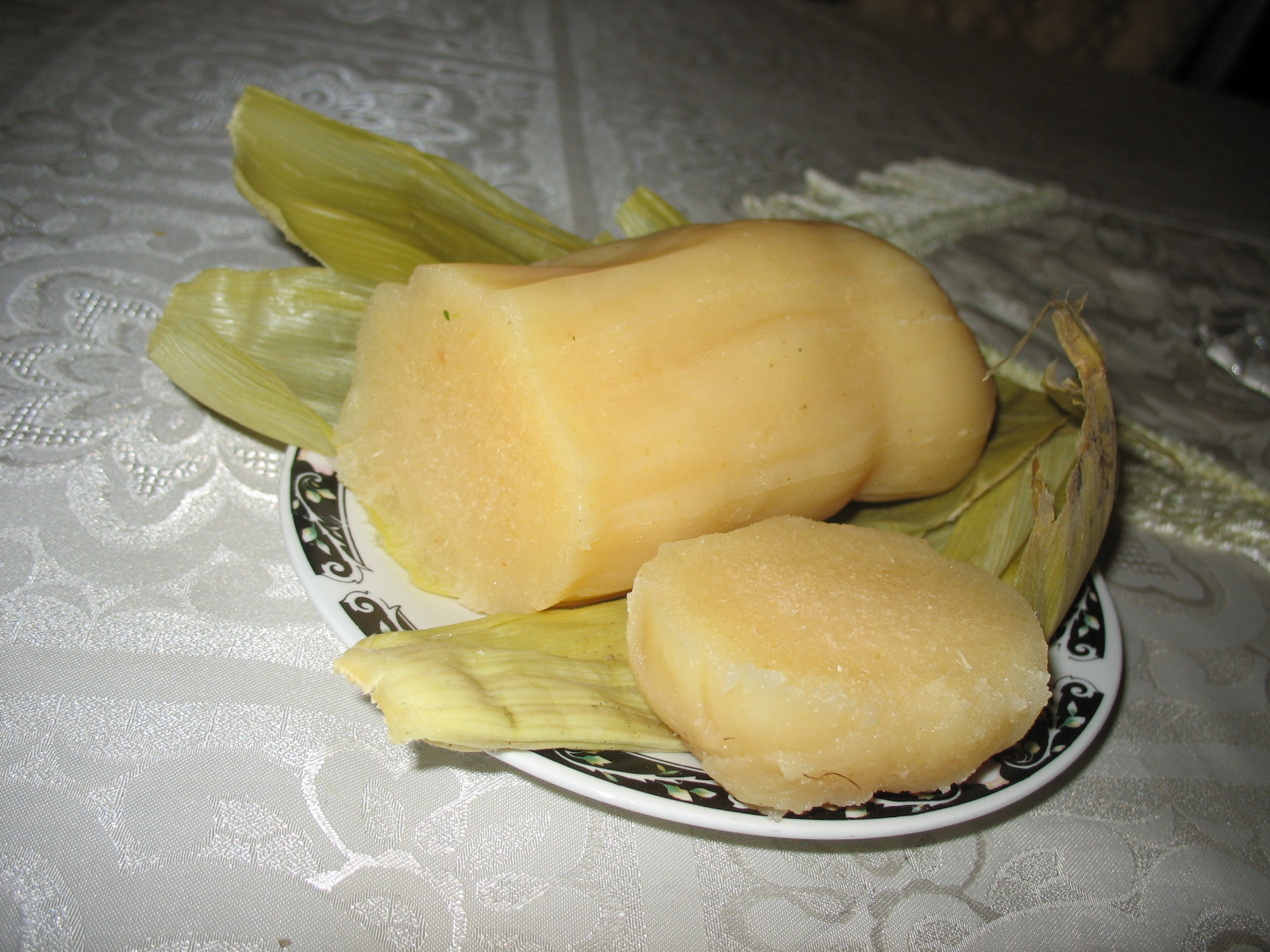
Bollo de mandioca.

- Bollo limpio, a base de blat de moro blanc sec embolicat en fulles de panolla seques.
- Bollo de queso (net amb formatge costeño).
- Bollo de angelito, de sabor dolça i color violàcia, a base de blat de moro blanc amb coco i anís, embolicat en fulles de panolla seques. Deu el seu nom al fet que se solia oferir el 1r. de novembre, dia de Tots Sants. Representatiu del municipi de Piojó.[2]
- Bollo de panolla, a base de blat de moro tendre verd o choclo amb una mica de sucre, embolicat en fulles verdes de panotxa.
- Bollo de mandioca, el més popular dels bollos la regió. A base de mandioca ratllada, embolicat en fulles de panolla seques; acompanya botifarres, formatge costeño i chicharrones.
- Bollo de plàtan, preparat a Luruaco.[2]
- Bollo de mandioca dolç, representatiu de Piojó.[2]
- Matrimonio, rodella de bollo de mandioca o de panolla acompanyada d'una porció de formatge costeño.[3]

### Departament del Cesar (Colòmbia)
- Bollo de panolla, es fa amb blat de moro biche o nou, embolicat en fulles verdes de panolla.
- Bollo limpio, de blat de moro esclafat lleument salat, embolicat en fulles de panolla seques.
- Bollo de maduro, a base de plàtan molt madur i formatge, embolicat en fulla de bijao.

### Departament de Còrdova (Colòmbia)

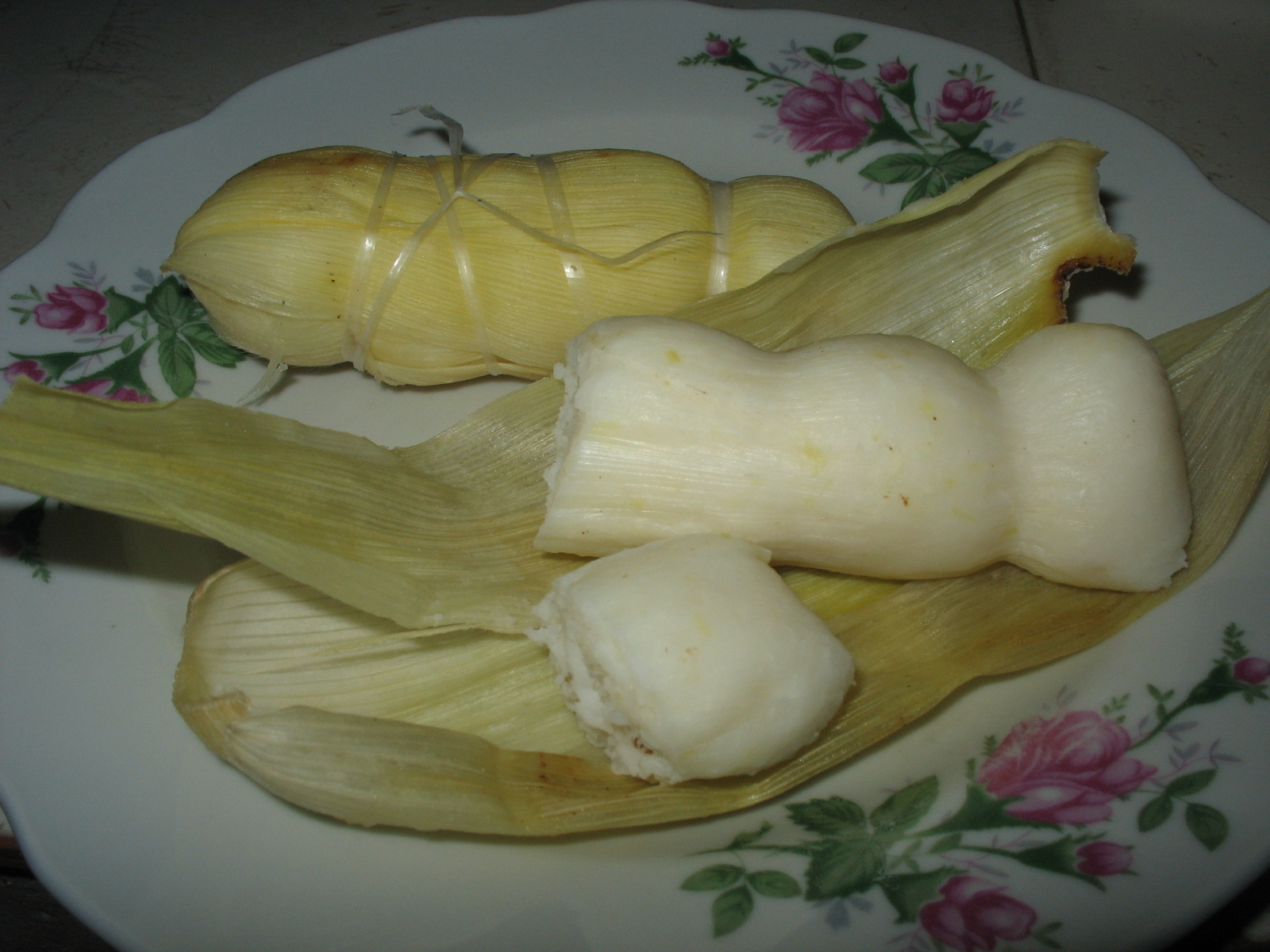
Bollo limpio.

- Bollo de coco, a base de blat de moro, coco ratllat, sucre i anís (bollo de angelito);
- Bollo dulce, a força de blat de moro i anís. Al Corregimiento Martinez de Cereté, s'emplenen amb carn salada o amb pebrina dolça o coent;
- Bollo harinado, a base de blat de moro chorote i sucre;
- Bollo limpio cortado con batata, a base de blat de moro i batata;
- Bollo de plàtan madur, a base de plàtan madur, plàtan verd, pebre i picant;
- Bollo de mandioca.

### Departament de Sucre

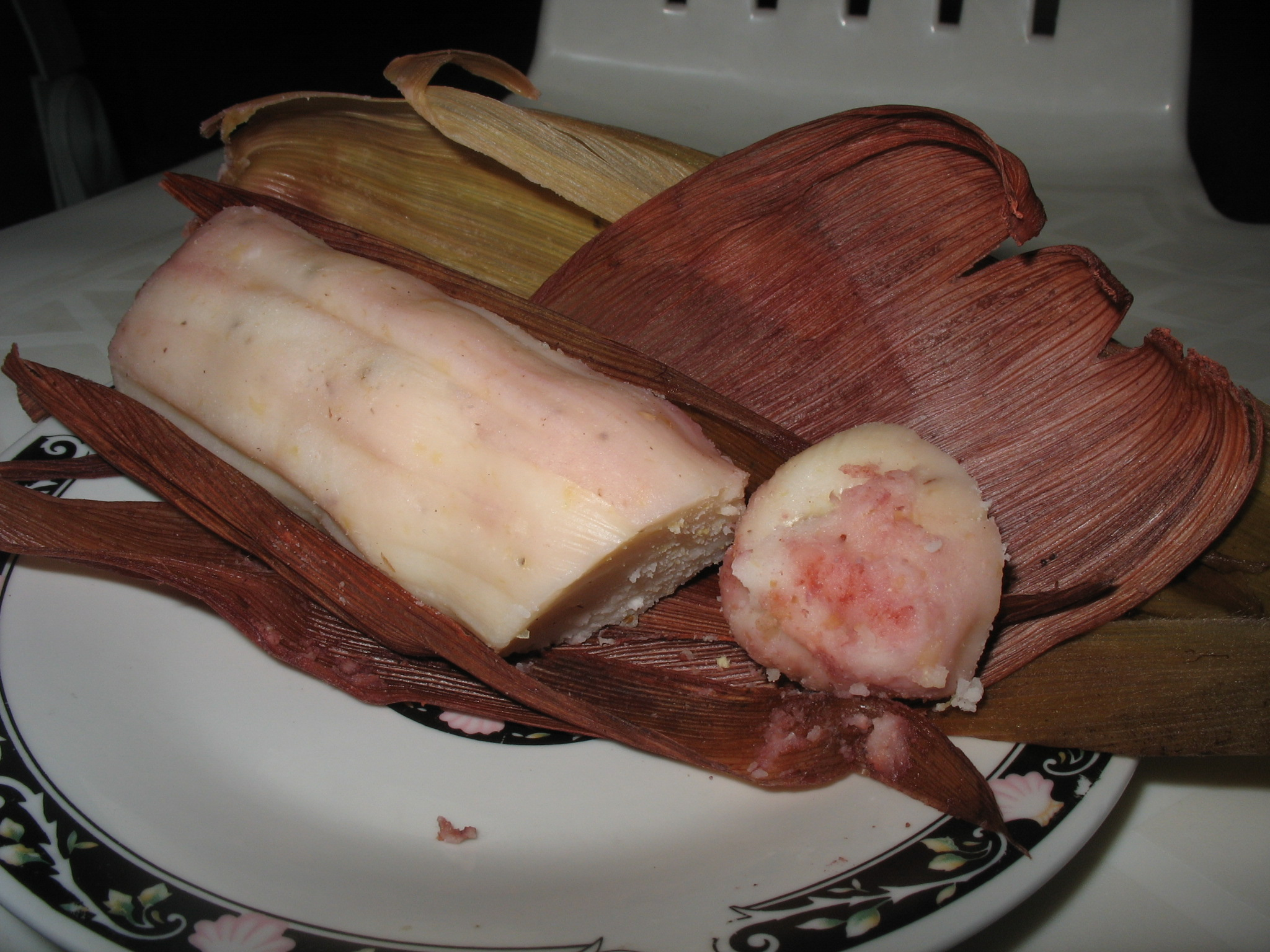
Bollo de angelito.

- Cafongo: a base de blat de moro, panela, llet, formatge i xerigot i espècies com a canyella, clavito, pebre coent i bicarbonat.[4][5][6]
- Limpio.
- De plàtan.
- De coco.
- Chocliao.
- De banano.
- De sèsam.
- De guineo manzano.
- D'arròs farcit de formatge i plàtan, originaris en la subregió de la Mojana.
- De batata.

## Panamà

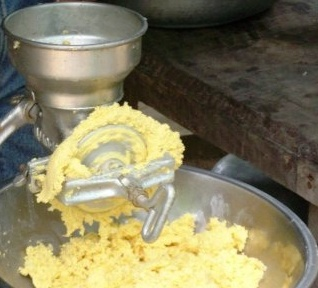
Pasta per a bollos panamencs, preparada amb el tradicional molí "Corona".

- Blancs, de blat de moro blanc, embolicats en fulles de canya.
- Preñaos, de blat de moro vell groc, la pasta conté achiote, coriandre, ceba i all; hi va farciment de carn de bou o porc guisada, tradicionals a La Chorrera.[7][8]

- De mantega, de blat de moro i mantega, embolicats en fulles de faldo, tradicionals a La Chorrera.[8]
- De mandioca, de mandioca amb carn.
- De coco, solen ser dolços.
- De blat de moro nou, de blat de moro tendre groc embolicats en el capoll de la panolla.
- Chiricano o de blat de moro vell, tradicional de la província de Los Santos, elaborats de blat de moro vell groc, als quals s'afegeix coco o formatge blanc, anís i mel.[9]
- De colors, tradicionals de La Colorada, són fets de blat de moro blanc, groc i gambeta (tonalitat rosada), davant la falta de blat de moro gambeta s'usa tinte.[10]

En els darrers anys s'han introduït al mercat panamenc bollos elaborats industrialment de les marques de Toledano i Melo, que tan sols requereixen de ser escalfats en aigua. Tenen diferents presentacions que poden ser solament de blat de moro, amb formatge, xoriço, entre d'altres.

## Veneçuela
La hallaquita és una pasta de blat de moro precuita o de jojoto (elote és a dir blat de moro tendre) embolicada en fulles de blat de moro o plàtan, a la qual s'afegeix oli vegetal o saïm per a donar-li més suavitat i de vegades es barreja amb chicharrones o carn de porc o bou. Els farcells es tiren en abundant aigua bullent i es cuinen uns 20 o 25 minuts. És un dels acompanyants més comuns de la gastronomia veneçolana. Generalment es consumeixen amb pollastre rostit o carn rostida a la graella.

### Variants
- Hallaquita de chicharrón: es barregen chicharrones triturats amb la pasta.
- Hallaquita aliñada: es barreja amb la pasta un sofregit (hogao) compost de tomata, pebrot, ceba i all.
- Hallaquita de jojoto: s'elabora la pasta amb blat de moro tendre (la mateixa pasta de l'elaboració de cachapas). Per aquesta raó reben el nom de "cachapas de hoja".

En la gastronomia de Nadal veneçolana també hi ha els bollos navideños, dits també bollos de hallaca simplement bollos. Es preparen de manera semblant a les hallacas, però a diferència d'aquelles el farciment es barreja amb la pasta; així i tot s'emboliquen igualment en fulles de plàtan, es lliguen amb pabilo i es couen en aigua bullent. Se solen preparar amb les sobres de la preparació de les hallacas, acostumen a ser més petits que aquestes i poden portar o no un toc de sabor picant, amb vitxo o pebre coent.